# Guadalajara Open
Il Guadalajara Open è stato un torneo di tennis professionistico maschile facente parte del circuito Grand Prix. Si è giocata la sola edizione del 1978 a Guadalajara in Messico su campi in terra rossa.

## Albo d'oro

### Singolare
| Anno | Vincitore  | Finalista     | Punteggio |
| ---- | ---------- | ------------- | --------- |
| 1978 | Gene Mayer | John Newcombe | 6–3, 6–4  |

### Doppio
| Anno | Vincitori                    | Finalisti              | Punteggio     |
| ---- | ---------------------------- | ---------------------- | ------------- |
| 1978 | Sandy Mayer Sherwood Stewart | Gene Mayer Sashi Menon | 4–6, 7–6, 6–3 |